# Norton Interpol II
La Norton Interpol II, chiamata anche Interpol 2 o P41, è una motocicletta prodotta dalla casa motociclistica inglese Norton dal 1984 al 1989.

## Descrizione

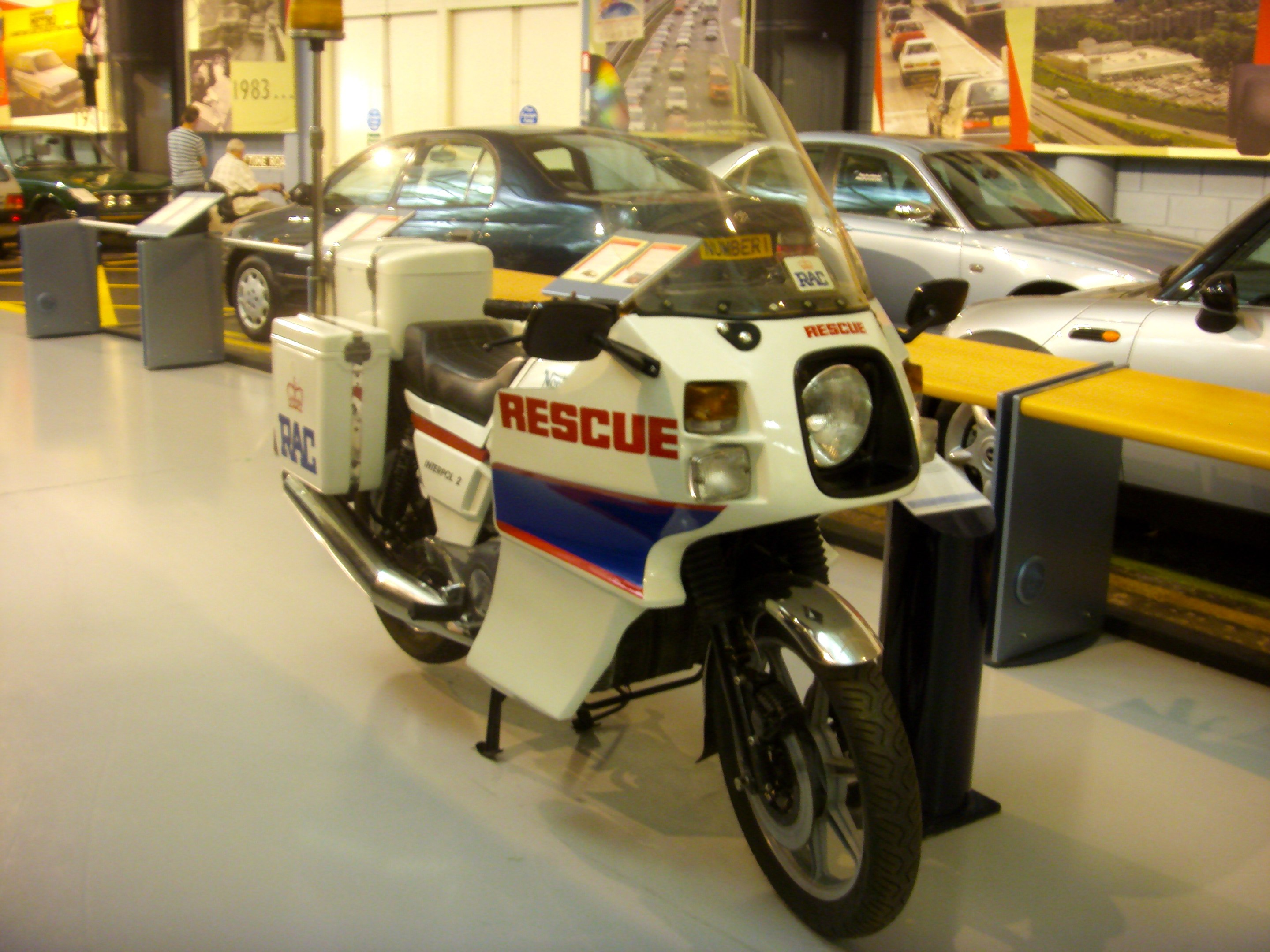

La moto si caratterizzava per l'utilizzo di un motore Wankel a doppio rotore dalla cilindrata di 588 cm³ con raffreddamento ad aria, condiviso con la Norton Interplus.
La trasmissione era composta da cambio manuale a 5 rapporti, con catena primaria duplex e trasmissione finale a corona.
Il nome del modello andava a riprendere quello della Norton Interpol, una versione speciale realizzata appositamente per la polizia britannica degli anni '70 sulla base della Norton Commando. 
Con finalità sperimentali, verso la fine della produzione venne costruita una nuova versione prototipale dotata sempre del motore Wankel a doppio rotore ma raffreddata ad acqua. Questa versione venne chiamata Interpol 2A. Quando la produzione dell'Interpol 2 cessò, fu sostituita dalla versione P52 della Norton Commander.
La Norton non vendette la maggior parte delle Interpol 2 a clienti privati, ma bensì alle forze di polizia civili britanniche, alle forze di polizia militare (in particolare la Royal Air Force Police) e al RAC.